# Georg Simmen
Georg Simmen (* 1974) ist ein Schweizer Politiker, Rechtsanwalt und Notar aus dem Kanton Uri.
Seit Mai 2024 ist er Mitglied des Regierungsrats des Kantons Uri und leitet die Bildungs- und Kulturdirektion. Zuvor war er langjähriges Mitglied des Urner Landrats sowie Gemeindepräsident von Realp. Simmen gehört der FDP.Die Liberalen Uri an.

## Biografie und beruflicher Werdegang
Georg Simmen absolvierte sein Studium der Rechtswissenschaften an der Universität Freiburg und durchlief eine Management-Weiterbildung an der Hochschule St. Gallen. Beruflich ist er als Rechtsanwalt und Notar tätig, unter anderem mit eigener Kanzlei in Realp und Altdorf. Er war Gerichtsschreiber am Landgericht Uri und am Landgericht Ursern.

## Politische Laufbahn
Simmen ist seit 2009 Mitglied des Urner Landrats und wurde 2023 einstimmig von der FDP Ursern als Kandidat für den Regierungsrat nominiert. Er wurde bei den Regierungsratswahlen 2024 mit einem klaren Vorsprung gewählt und verteidigte damit den zweiten Sitz der FDP im Urner Regierungsrat erfolgreich. Er seit Juni 2024 die Leiter der Bildungs- und Kulturdirektion. Er übernahm das Amt von seinem Vorgänger Beat Jörg, der nach zwölf Jahren zurücktrat.